# Zoldo Alto
Zoldo Alto (velenceiül Zolt) település Olaszországban, Veneto régióban, Belluno megyében.  Zoldo Alto Agordo, Alleghe, Forno di Zoldo, Taibon Agordino, Vodo di Cadore, Zoppè di Cadore, Borca di Cadore, La Valle Agordina és Selva di Cadore községekkel határos.

## Népesség
A település lakossága az elmúlt években az alábbi módon változott: